# 函館タクシー
函館タクシー株式会社（はこだてタクシー）は、北海道函館市に本社を置く企業。タクシー事業、バス事業などを行っている。

## 概要
1950年（昭和25年）に帝産オート（現在の帝産観光バス）の子会社、帝産函館タクシー株式会社として発足した。1972年（昭和47年）に現在の社名に変更すると同時に帝産オートから分離独立。資本関係は無くなったが、翌1973年（昭和48年）には函館帝産バスの名称でバス事業を開始するなど、引き続き帝産グループの一翼を担っている。

## 本社所在地
- 北海道函館市日乃出町22-38

## タクシー事業
タクシー事業は函館交通圏で営業を行う。
2010年（平成22年）10月1日からはKitacaでの支払いが可能となった。道内のタクシー事業者では初となる。試行的に3台に導入され、その後導入の拡大が検討される。

### かもめ号
2024年（令和6年）7月19日から2025年（令和7年）1月6日までのうち56日間、函館空港と檜山地方間の移動負担軽減などを目的に、北海道や函館空港を運営する北海道エアポートと連携し空港と厚沢部町・江差町・上ノ国町を結ぶ乗合タクシー「かもめ号」の実証運行を行った。
2025年（令和7年）は7月から9月までの週末を中心に運行する。

## バス事業
バス事業では函館帝産バス（はこだてていさんバス）の名称を使用する。

### 路線バス

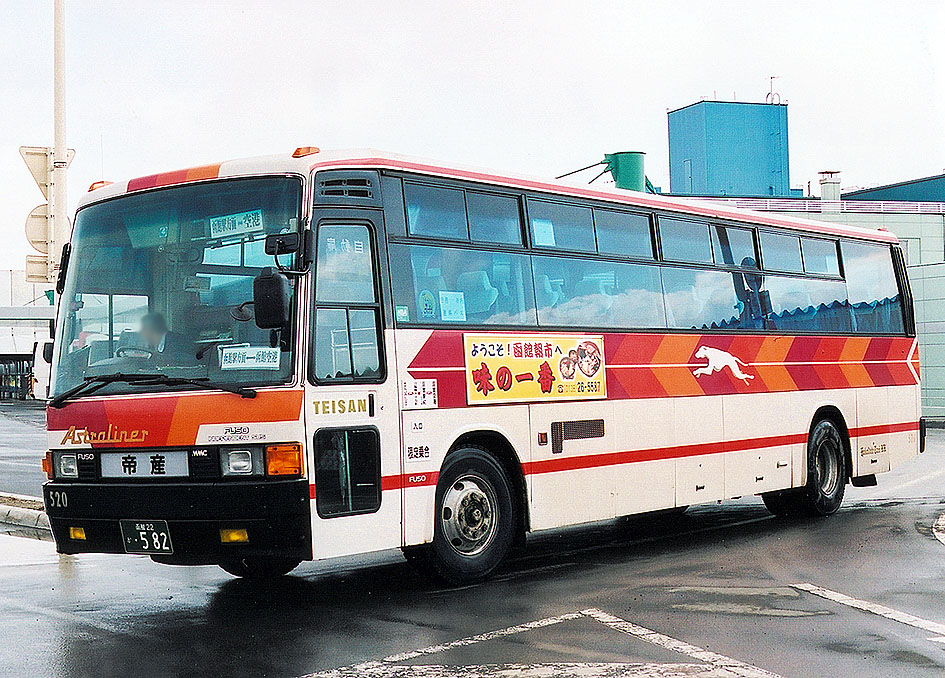
函館空港連絡バス

路線バス事業は空港連絡バスなどの限定路線のみで、乗車・降車のいずれかまたは両方に「函館空港」「新函館北斗駅」「函館港」を含む利用のみ可能。車両は2017年（平成29年）3月31日現在で11台登録されている。
車内での運賃支払い方法として一部電子チケットのほか、2025年（令和7年）3月1日よりVisa・JCBなどクレジットカード等によるタッチ決済を導入。Kitaca・nimoca等の交通系ICカードは使用できない。
函館空港 - 函館駅方面
- 函館空港 - 湯の川温泉・競輪場前・大森町・函館駅前（函館駅前バスターミナル）・開港通り入口・函館国際ホテル・ベイエリア前・宝来町

2016年（平成28年）3月26日に新設した函館空港 - 函館駅前の快速便は2022年（令和4年）12月1日廃止。途中湯の川温泉のみ停車で、この快速便に限り湯の川温泉と函館駅前間が利用可能であった。
函館空港 - 五稜郭公園方面/直行 - 新函館北斗駅
- 函館空港 - 湯の川温泉・花びしホテル前・市民会館函館アリーナ前・五稜郭法華クラブ前・五稜郭公園入口 - 新函館北斗駅
- 函館空港 - （直行） - 新函館北斗駅

2016年（平成28年）3月26日より函館空港 - 五稜郭 - 新函館北斗駅を、同年12月10日より函館空港 - 五稜郭公園入口の区間便を新設。2021年（令和3年）3月28日の函館新外環状道路函館空港インターチェンジ開通と同日に、同道路経由の直行便を新設した。2025年（令和7年）3月1日現在、函館空港 - 新函館北斗駅は直行のみ運行（五稜郭公園入口 - 新函館北斗駅間運休）となっている。
函館港 - 函館駅方面
- 函館港（津軽海峡フェリー） - ラビスタ函館ベイ・開港通り入口・函館駅前（函館駅前バスターミナル）

### 貸切バス
貸切バス事業は、通常は離島を除く函館運輸支局管内での発着が認められているが、貸切バス事業者安全性評価認定制度による優良事業者に限定した営業区域の弾力的な運用による特例で、2025年（令和7年）4月1日現在北海道全域となっている。

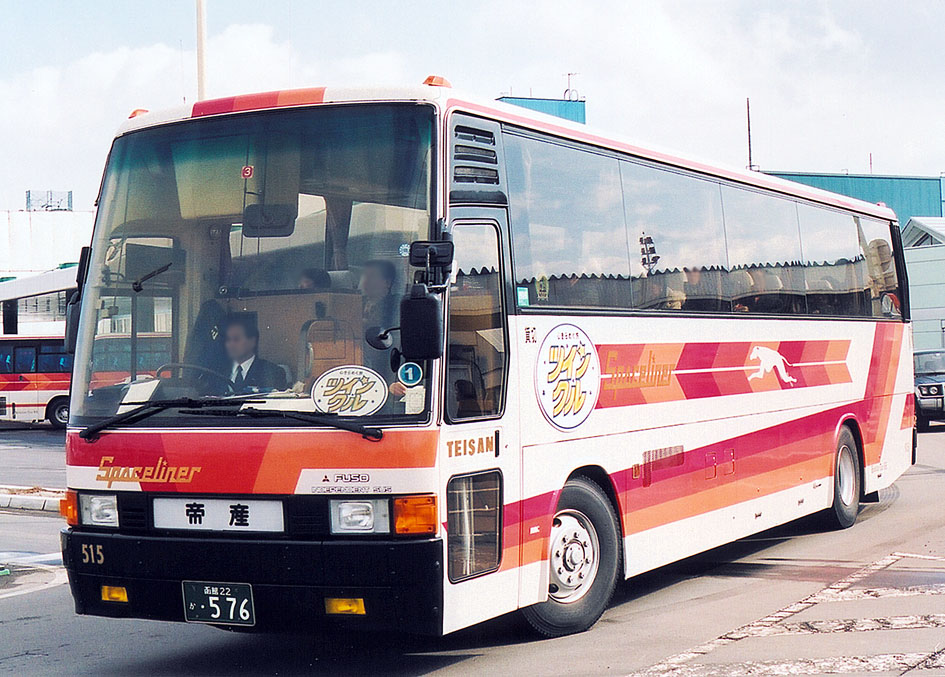
三菱ふそう・スーパーエアロII
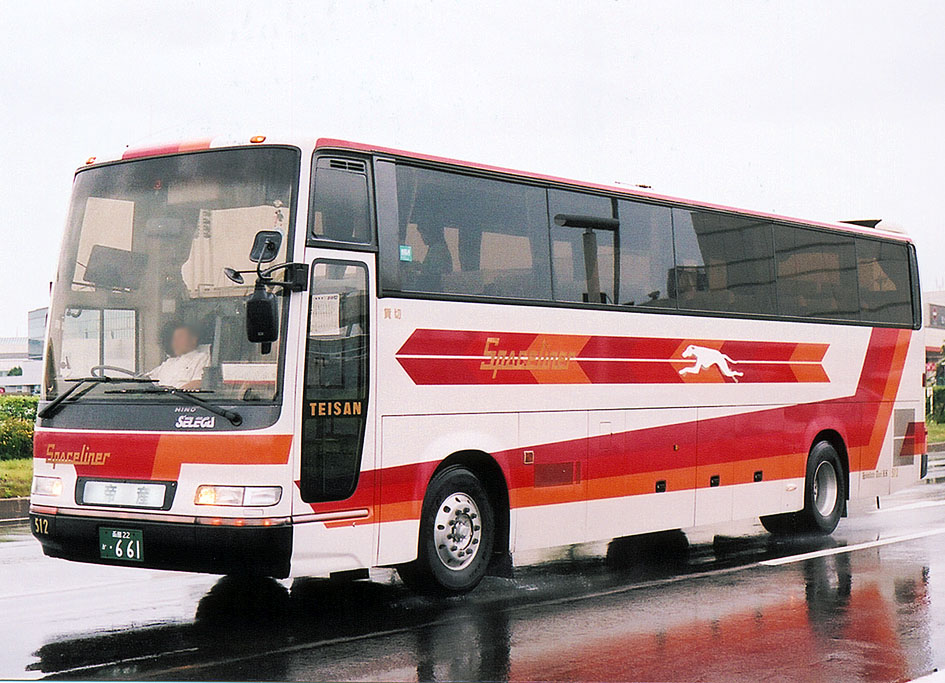
日野・セレガGD
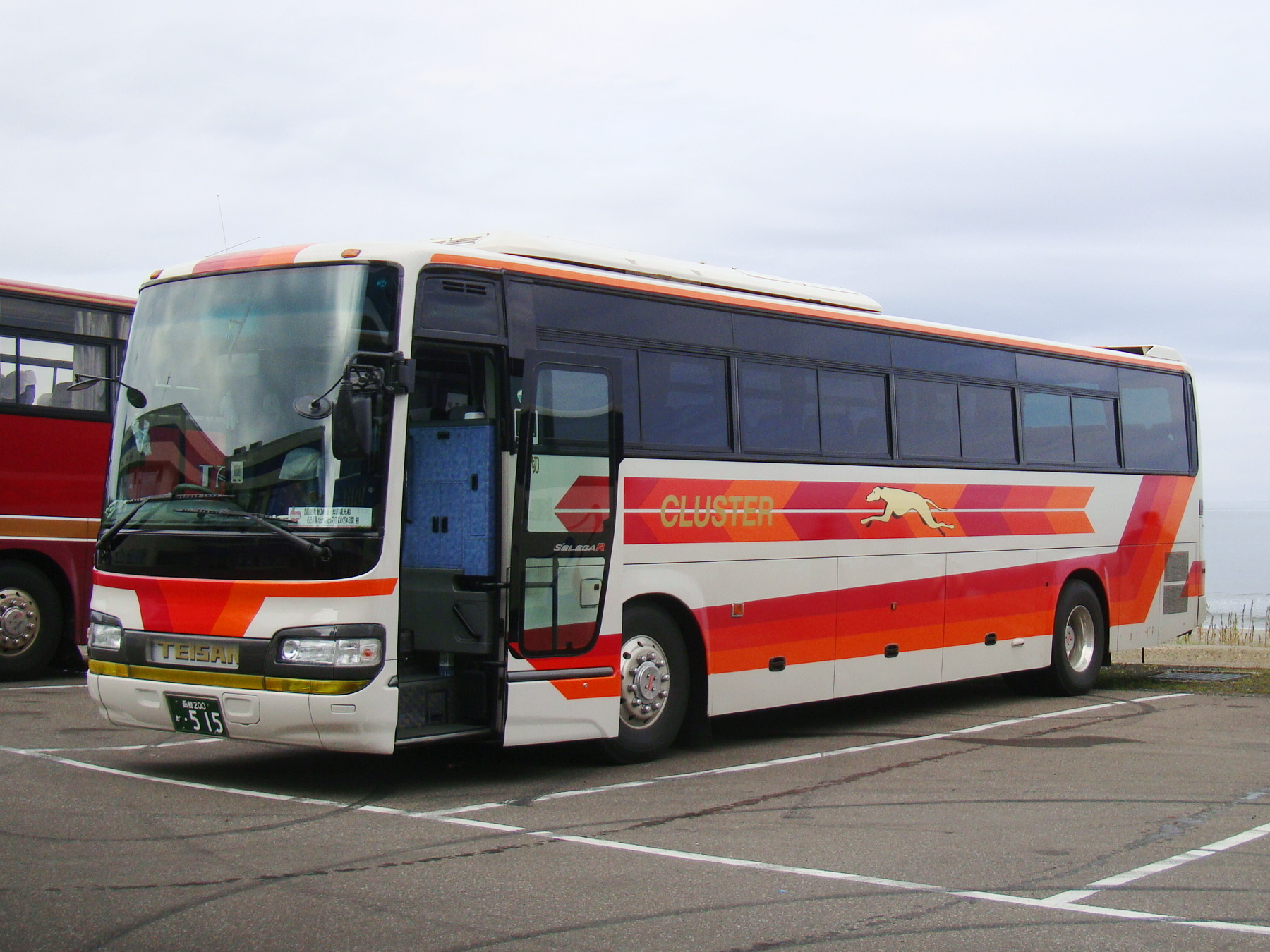
日野・セレガR
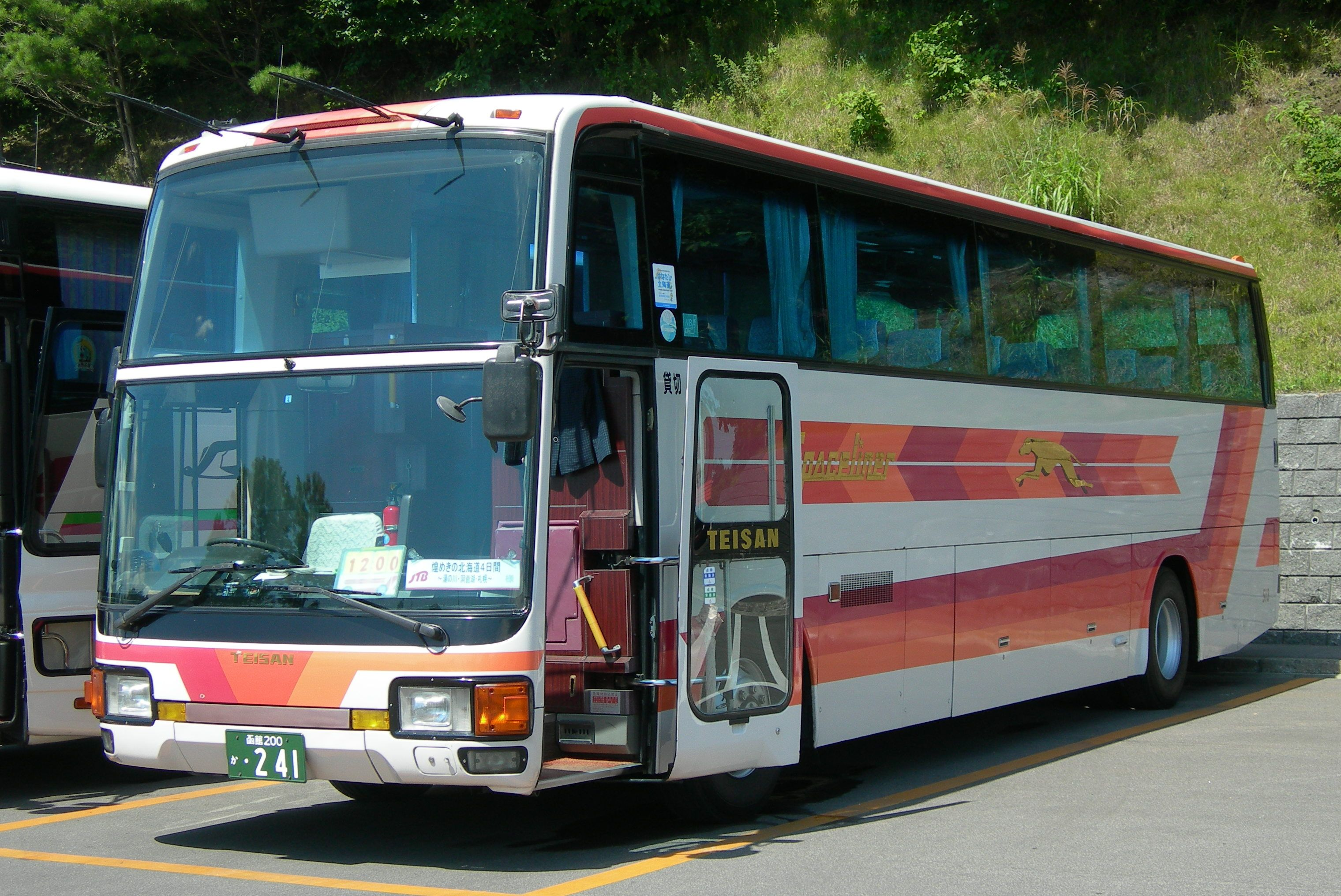
三菱ふそう・エアロクィーンMV